# Firefly Studios
Firefly studios är en datorspelstillverkare som har gjort Stronghold-serien och Space Colony. Bolaget grundades 1999 i London i Storbritannien och har idag även kontor i Aberdeen samt i USA i Canton, Connecticut.